# Taylor Swift's Reputation Stadium Tour
Taylor Swift's reputation Stadium Tour, stilizat Reputation Stadium Tour, Reputation Tour sau Rep Tour este al cincilea turneu mondial al starului Pop american Taylor Swift, promovând al șaselea album de studio al cântăreței, Reputation. Turneul a început pe data de 8 martie 2018, pe stadionul University of Phoenix Stadium, în Glendale, Arizona şi s-a încheiat în Tōkyō, Japonia pe Tokyo Dome pe data de 21 noiembrie 2018, după 53 de concerte. Turneul 
Artiștii care cântă in deschiderea turneului sunt Charli XCX, Camila Cabello şi Broods
1. ↑  [Taylor_Swift%27s_Reputation_Stadium_Tour „Taylor Swift's reputation Stadium Tour”] Verificați valoarea |url= (ajutor).